# Araeoncus viphyensis
Araeoncus viphyensis là một loài nhện trong họ Linyphiidae.
Loài này thuộc chi Araeoncus. Araeoncus viphyensis được Rudy Jocqué miêu tả năm 1981.